# Konrad Witz

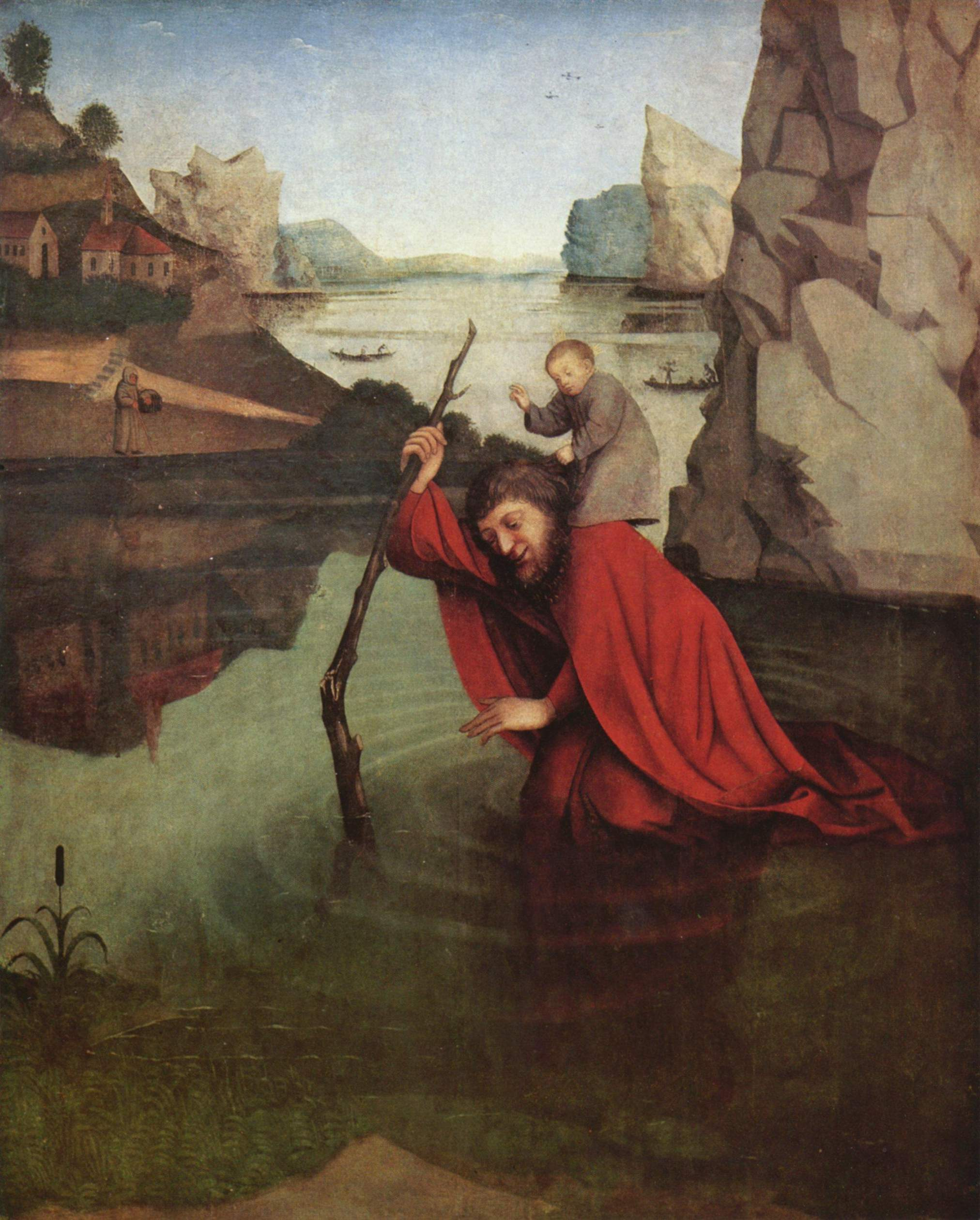
San Cristóbal por Konrad Witz (c.1435), en la Kunsthalle, Basilea.

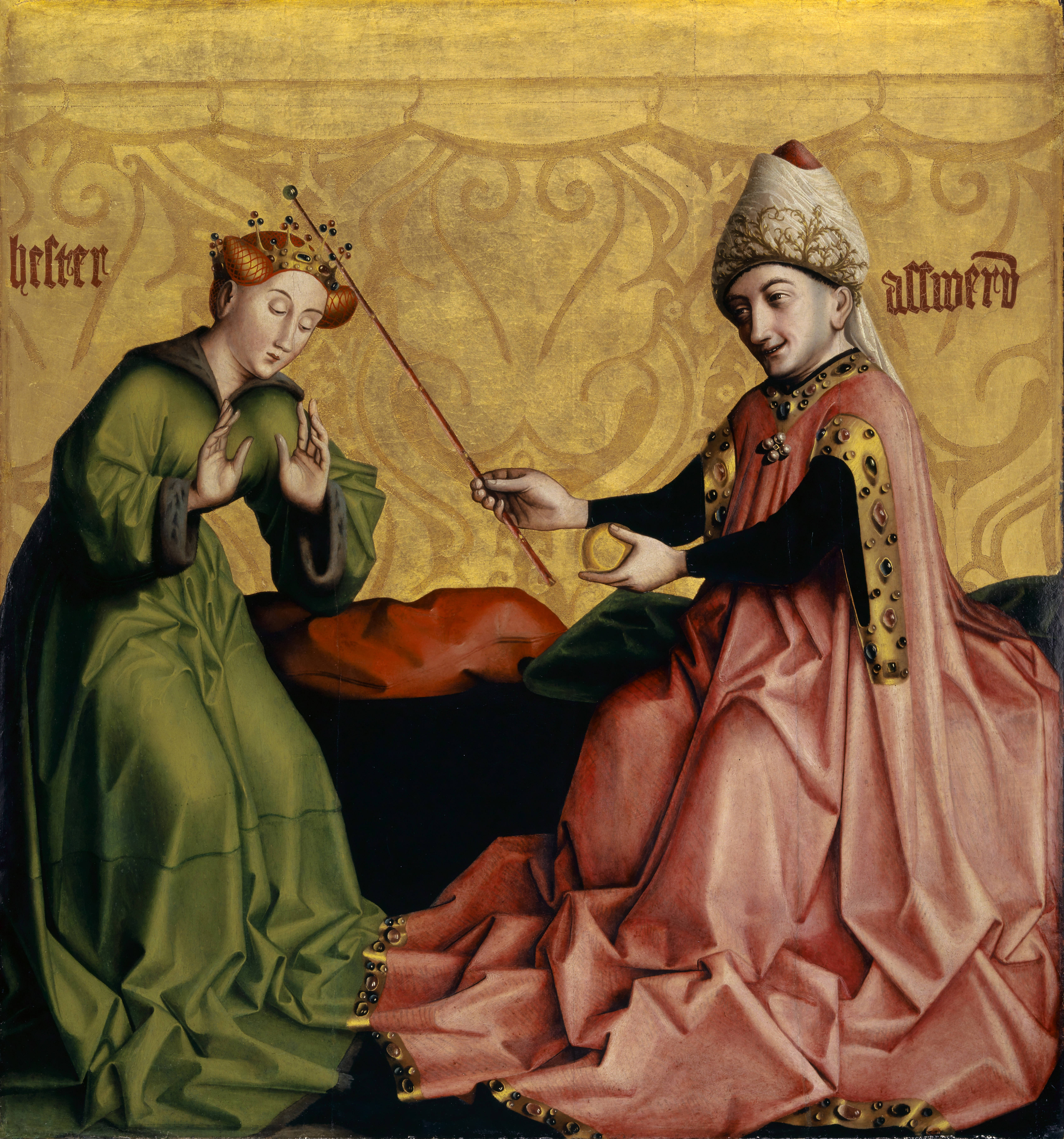
Altar Heilsspiegel: Esther vor Ahasver

Konrad Witz (c.1400 - 1410, Rottweil (Württemberg, Alemania) - c. invierno de 1445 / primavera de 1446 en Basilea, Suiza) fue un pintor alemán / suizo medieval. Una de sus más famosas obras y al mismo tiempo de las más últimas son la Anunciación, puede verse en la exposición permanente del Germanisches Nationalmuseum, Núremberg. Junto con Hans Hirtz se cuenta entre los últimos representantes del Rin Superior en el Gótico tardío.

## Biografía
Konrad Witz viajó desde Alemania a Basilea, atraído por el Concilio Ecuménico de la Iglesia Católica que tuvo lugar allí desde 1431, y allí se instaló hasta su muerte; su nombre aparece ya en los documentos del gremio de pintura de 1434 con el sobrenombre de Konrad von Rottweil (Konrad de Rottweil). Se casó y tuvo cinco hijos. Sólo se conocen las obras pictóricas de sus últimos doce años, aun así muy numerosas; el resto son desconocidas en la actualidad. Su última obra fechada es Die Wunderbare Vermehrung der Fische (Milagro de la multiplicación de panes y peces), donde figura su nombre y el año 1444. Tras siglos de olvido, el artista suizo-alemán fue redescubierto en 1901 por el historiador del arte Daniel Burckhardt-Werthemann. en algunas de sus obras se han descubierto motivos irónicos y humorísticos que reflejan una cierta modernidad. Tal vez su obra maestra fueron los nueve paneles que componen el altar para la iglesia de San Leonardo de Basilea.

## Características
Witz se dedicó a reflejar los problemas de representar la realidad tridimensional en un lienzo bidimensional, de como distribuir las habitaciones según los cánones de la perspectiva y de la arquitectura de la época. No tiene buenos ejemplos de perspectiva de interiores, aunque con su forma de pintar tenía la capacidad de representar la profundidad con bastante realismo. La Anunciación (una de sus obras más conocidas), hoy en día en Núremberg, muestra una concepción del espacio y un realismo en detalles impresionantes para las técnicas de la época.

## Obras

### Altar de Heilsspiegel
- Ala izquierda exterior superior izquierda: Ecclesia, alrededor de 1430, Madera, 87×81 cm (Kunstmuseum Basel)
- Ala izquierda exterior superior derecha: Engel der Verkündigung (ángel de la anunciación), sobre 1430, Madera, 87×69 cm (Kunstmuseum Basel)
- Ala izquierda exterior inferior izquierda: Hl. Augustinus (San Agustín), cerca de 1430, Madera, 102×82 cm (Musée Municipal, Dijon)
- Ala izquierda interior superior izquierda: Antipater vor Julius Cäsar (Antipater de Julio Cesar), cerca de 1430, Madera, 86×70 cm (Kunstmuseum Basel)
- Ala izquierda interior superior derecha: Esther vor Ahasver (Ester antes de Ahasver), cerca de 1430, Madera, 86×80 cm (Kunstmuseum Basel)

### Otros trabajos
- Abisai, quien está en rodillas delante del rey David  (Kunstmuseum Basel) Imagen
- Sabobai und Benaja (Kunstmuseum Basel) Bild
- San Cristóbal (Hl. Christophorus) (Kunstmuseum Basel) Bild
- Joachim und Anna vor dem goldenen Tor (Kunstmuseum Basel) Bild
- Madona y Santa en la Iglesia (Museo de Capodimonte, Nápoles) Bild
- San Bartolomeo, 1435 (Kunstmuseum Basel) Bild
- La Reina de Saba delante del rey Salomón, 1437 (Gemäldegalerie Berlin) Bild
- Anunciación (Germanisches Nationalmuseum, Núremberg)
- La pesca milagrosa (Der Wunderbare Fischzug) (Ala exterior izquierda del retablo de san Pedro), 1444 (Museo de arte e historia de Ginebra) Imagen[1]